# Heribert Barking
Heribert Barking (* 25. Juli 1912 in Gelsenkirchen; † 20. September 1992 in Zug, Schweiz) war ein deutscher Unternehmer.

## Leben
Heribert Barking, Sohn des Bergwerksdirektors Hans Barking, studierte zunächst Rechtswissenschaften an der Universität Bonn und wurde Mitglied der Studentenverbindung Novesia. Anschließend studierte er Bergbauwissenschaften an der Bergakademie Clausthal. Zum 1. Mai 1937 trat er der NSDAP bei (Mitgliedsnummer 4.060.575). 1938 erreichte er sein Diplom und schloss 1942 mit dem Bergassessor-Examen ab. 1949 wurde Barking an der Technischen Hochschule Aachen zum Dr. Ing. promoviert.
Seine berufliche Laufbahn begann Heribert Barking im Staatsdienst (1942–1944). Es folgten Kriegsteilnahme und Kriegsgefangenschaft. 1945 trat er als Wirtschaftsingenieur bei der Gewerkschaft Walsum/Thyssensche Gas- und Wasserwerke GmbH ein. Hier gestaltete er die von Wilhelm Roelen geplante Entwicklung der Schachtanlage Walsum (heute in der Stadt Duisburg) zum Verbundbergwerk in vielen Funktionen wesentlich mit: Ab 1947 als Betriebsdirektor, ab 1949 als Bergwerksdirektor, von 1951 bis 1953 als Geschäftsführer und ab 1953 als technisches Vorstandsmitglied der Bergwerksgesellschaft Walsum AG. 1969 folgte die Tätigkeit als Vorstandsmitglied der Bergbau AG Niederrhein.
Zu den besonderen unternehmerischen Aktivitäten Barkings zählte u. a. die frühzeitige Errichtung und der Betrieb eines zur Schachtanlage Walsum gehörenden Steinkohlekraftwerks (heute Steag). Die Veredlung der Steinkohle durch Verstromung und andere Verfahren gehörten zu seinen Vorstellungen über die künftige Nutzung dieses Energieträgers.
Barking war verheiratet mit Johanna geb. Roelen, einer Tochter des Bergbauunternehmers Wilhelm Roelen. Aus der Ehe gehen sechs Kinder hervor.

## Partei
Heribert Barking war seit 1950 Mitglied der CDU. Er engagierte sich im Wirtschaftsrat der CDU und in der Wirtschaftsvereinigung der CDU des Rheinlandes.
Er war Kreisvorsitzender der Kreiswirtschaftsvereinigung der CDU des Kreises Dinslaken ab Januar 1973.

## Abgeordneter
Er war als Abgeordneter der CDU Mitglied des Landtages Nordrhein-Westfalen vom 13. November 1967 bis 25. Juli 1970 und vom 13. März 1973 bis 27. Mai 1975.

## Ehrungen und Auszeichnungen
- Ehrendoktorwürde Dr. Ing. e.h. durch die Bergakademie Clausthal für seine Verdienste für den deutschen Bergbau (1962)
- Großes Bundesverdienstkreuz des Verdienstordens der Bundesrepublik Deutschland
- Großkreuz des Ritterordens vom Heiligen Grab zu Jerusalem
- Ritter des Verdienstordens der Italienischen Republik (1961)